# Schloss Bodenstein

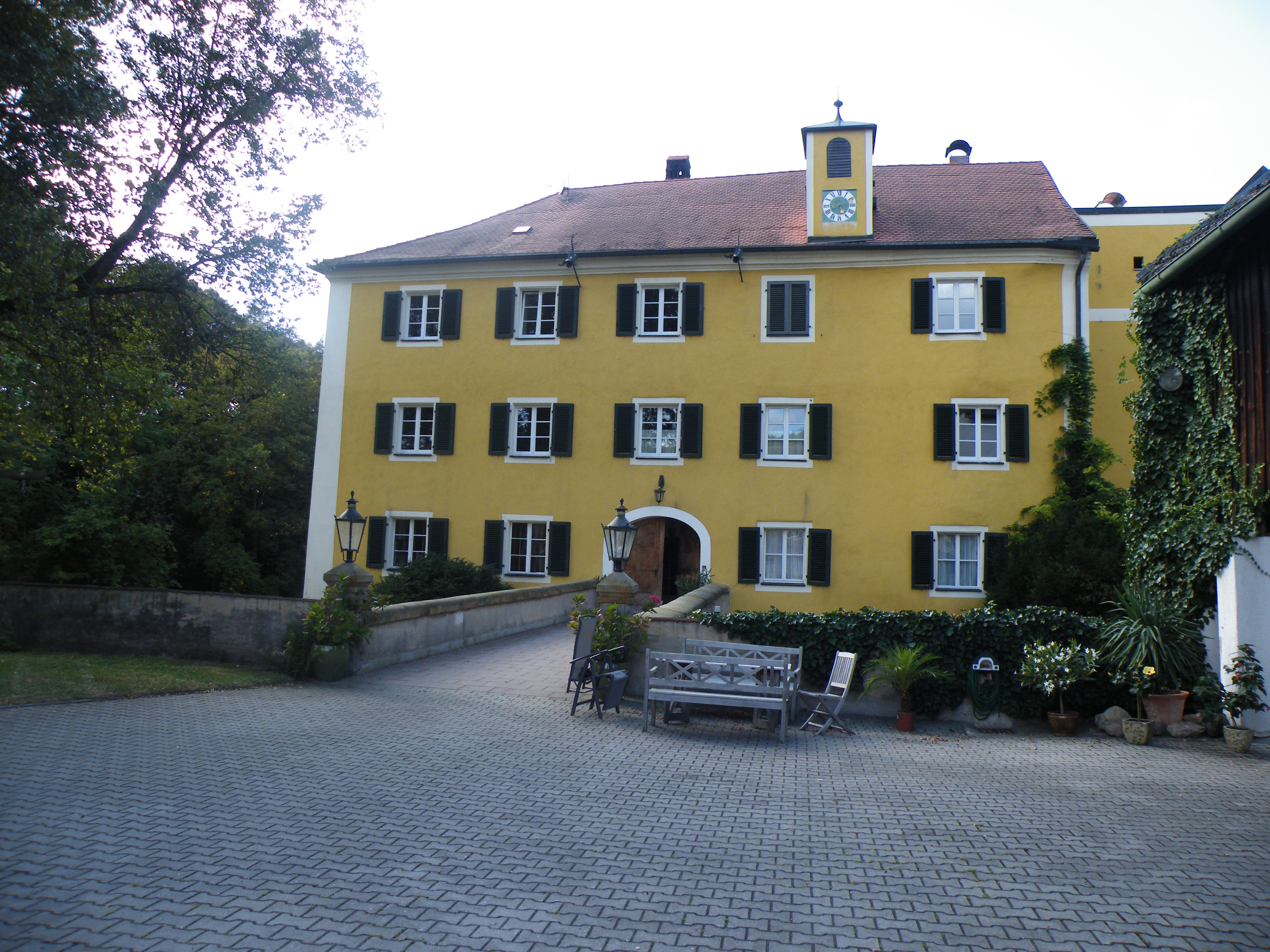
Schloss Bodenstein

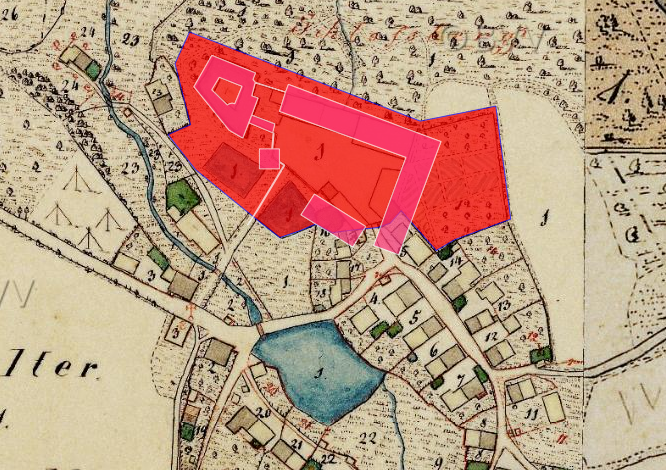
Lageplan von Schloss Bodenstein auf dem Urkataster von Bayern

Das Schloss Bodenstein liegt auf einem Plateau auf der linken Regenseite in Bodenstein, einem östlich gelegenen Ortsteil der Oberpfälzer Stadt Nittenau im Landkreis Schwandorf. Die Anlage wird als Bodendenkmal unter der Aktennummer D-3-6839-0049 im Bayernatlas als „archäologische Befunde und Funde im Bereich des Schlosses in Bodenstein, zuvor mittelalterliche Burg“ geführt. Ebenso ist sie unter der Aktennummer D-3-76-149-26 als denkmalgeschütztes Baudenkmal von Bodenstein verzeichnet.

## Geschichte

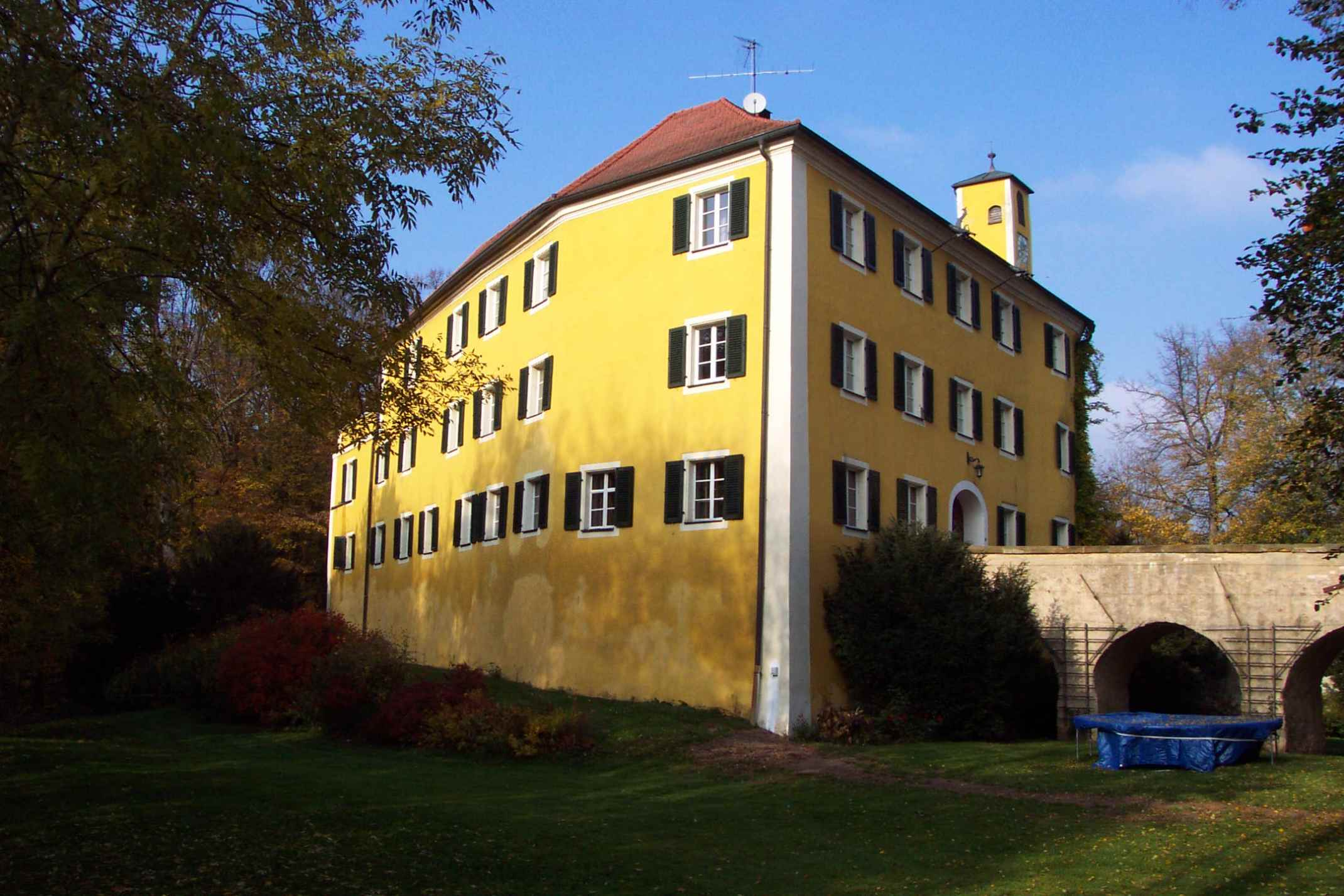
Schloss Bodenstein

Schloss Bodenstein wurde 1333/34 erbaut. Bodenstein wurde vom Geschlecht der Michelsberger gegründet. Der dreigeschossige Bau umschließt einen kleinen Innenhof, von dem aus eine einfache Burgkapelle erreichbar ist. Zwei Ölbilder aus den Bauernheiligen Isidor und Leonhard seien von der Ausstattung erwähnt. Eine zweijochige, steinerne Brücke über den ehemaligen Burggraben trennt das Schlossgebäude vom weitläufigen Gutshof. Im Jahre 1362 teilten die Brüder Christian und Otto von Michelsberg ihr Besitztum, Christian bezog das neu erbaute Schloss, Otto verblieb in Michelsberg. Im Jahre 1364 nannte sich Christian der Michelsberger erstmals "zu dem Podenstein", d. h., dass er die Burg Bodenstein errichtet hat und dort lebte.
Später kam der Besitz an die Familie Notthafft. 1854 gelangte das Gut nach zahlreichen Besitzwechseln an die Grafen Walderdorff aus Schloss Molsberg, die Bodenstein 1930 an ihren Verwalter Dittmar verkauften.

## Schlosskapelle
Im Jahre 1525 wird eine dem heiligen Martin geweihte Kapelle im Schloss Bodenstein erwähnt, die spätestens 1651 einen privilegierten Altar besitzt. Möglicherweise handelt es sich hierbei um den 1665 als "beschädigt" erwähnten St.-Michaels Altar. Es scheint, dass in der Folgezeit die Kirche verfiel, denn 1828/29 errichtete Freifrau von Berchtolsheim auf ihrem herrschaftlichen Gut Bodenstein eine Kapelle, die 1829 geweiht wurde und das Patrozinium Beatae Mariae Virginis erhielt.